# Sankt Andrä (Korutany)
Sankt Andrä (slovinsky Šentandraž v Labotski dolini) je město v rakouské spolkové zemi Korutany v okrese Wolfsberg. Leží na řece Lavant. Jméno Sankt Andrä znamená v češtině Svatý Ondřej. K 1. 1. 2016 zde žilo 10 061 obyvatel.

## Partnerská města
- Jelsa, Chorvatsko, 1997